# ポール・デポデスタ
- ポール・ディポデスタ

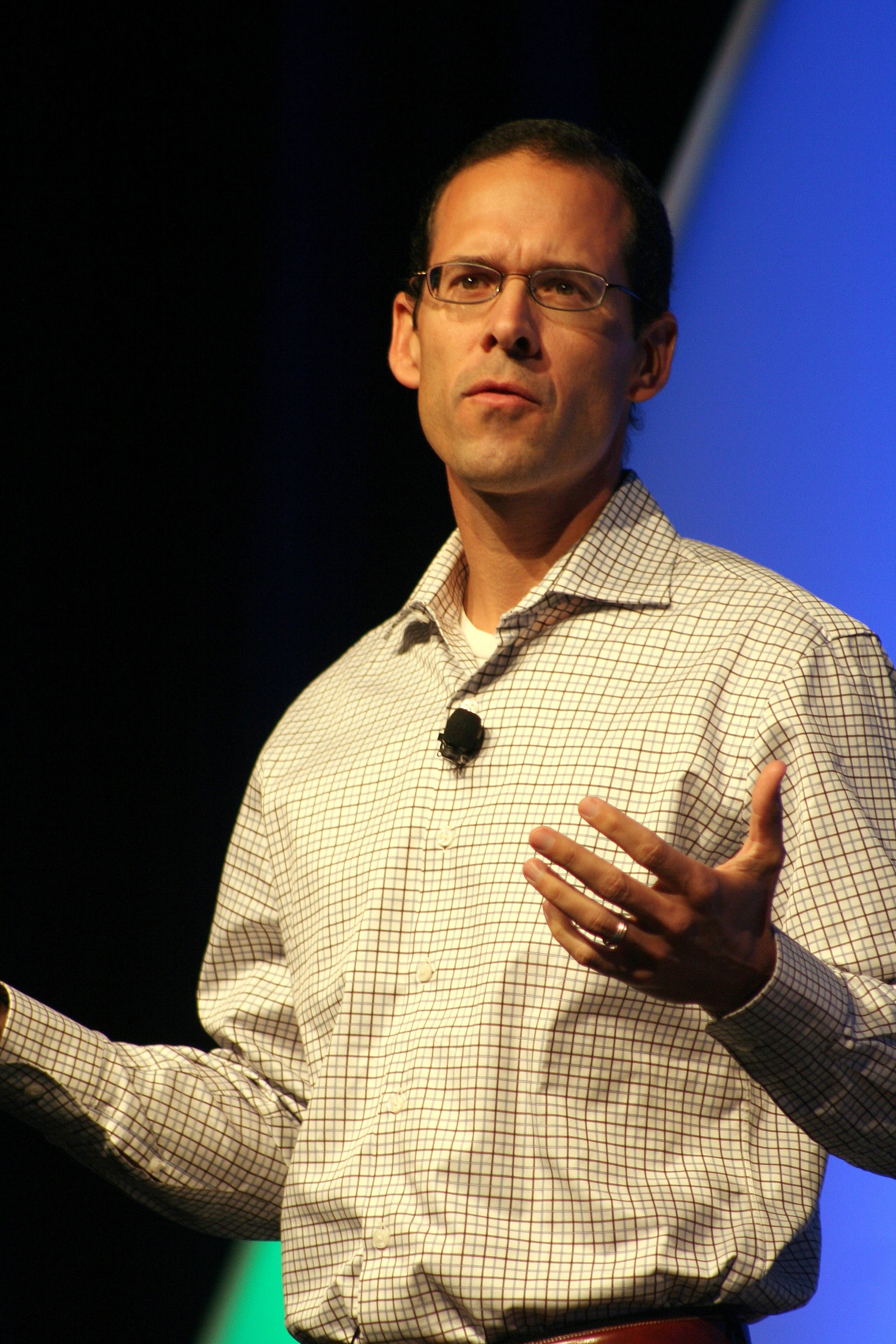

ポール・デポデスタ（Paul DePodesta 1972年12月16日 - ）は、NFLのクリーブランド・ブラウンズのCSO（2016年1月 - ）。

## 来歴
バージニア州アレクサンドリア生まれ。後にミネソタ・ツインズのGMとなるサド・レバインは幼馴染である。
ハーバード大学で経済学を学び、卒業後はCFLのボルチモア・スタリオンズとAHLのボルチモア・バンディッツで経営の手腕を磨いていった。
1996年からクリーブランド・インディアンスのフロント入りし、当時のGMであるジョン・ハートの下で3年間フロント・オフィスに従事した。1999年にはオークランド・アスレチックスへ移り、ここではGM補佐としてGMのビリー・ビーンを5年間支えた。
2004年にはロサンゼルス・ドジャースのGMに就任し、積極的にトレードを敢行しながら9年ぶりの地区優勝を果たした。翌2005年は地区優勝を逸し、ジム・トレーシーの後任の監督探しが遅々として進まなかった責任もあり、10月に解任された。
その後はサンディエゴ・パドレスの球団特別補佐、ニューヨーク・メッツの副社長兼育成・スカウト部長を務めた。
2016年1月からはNFLのクリーブランド・ブラウンズのCSOを務める。

## エピソード
2011年に公開された映画『マネーボール』では、主人公のビリー・ビーンの補佐役でイェール大学卒業となっているピーター・ブランドという人物がいるが、モデルはこのデポデスタである。この映画化にあたり、あまりに自分とは異なる外見の俳優がキャスティングされたこと、データおたくのようなキャラの描かれ方に納得できず、実名の使用を拒否している。